# Angelo Peruzzi
Angelo Peruzzi (Blera, 16 febbraio 1970) è un ex calciatore italiano, di ruolo portiere, campione del mondo con la nazionale italiana nel 2006.
Considerato uno dei migliori portieri italiani di sempre, è stato uno dei massimi esponenti del ruolo negli anni 1990 e 2000. A livello di club ha ottenuto i maggiori successi con la maglia della Juventus, conquistando tre campionati di Serie A, due Supercoppe di Lega, una Coppa Italia, una UEFA Champions League, una Supercoppa UEFA, una Coppa Intercontinentale e una Coppa UEFA. Al suo attivo ha altre due coppe nazionali, vinte rispettivamente con Roma e Lazio, e una terza Supercoppa di Lega, vinta sempre in maglia laziale.
In nazionale ha totalizzato 31 presenze: titolare in occasione del campionato d'Europa 1996, ha partecipato da riserva al campionato d'Europa 2004 e al vittorioso campionato del mondo 2006; ha invece saltato per infortunio il campionato del mondo 1998, per il quale era stato convocato come titolare. Prima di approdare nella nazionale maggiore, ha preso parte agli europei under 21 del 1990 e del 1992, vincendo, da riserva, quest'ultima edizione; nello stesso anno ha partecipato ai Giochi olimpici di Barcellona.
A livello individuale si è aggiudicato per tre volte l'Oscar del calcio AIC come miglior portiere della Serie A, è stato incluso per due volte nella squadra dell'anno ESM e ha vinto un'edizione del Guerin d'oro; nel 1997 è stato inserito nella lista dei 50 candidati al Pallone d'oro, classificandosi 29º, ed è risultato 2º (primo tra gli europei) nella classifica IFFHS di miglior portiere dell'anno. La stessa IFFHS lo ha annoverato tra i più forti portieri europei del XX secolo e tra i migliori in assoluto del periodo 1987-2011, collocandolo al 30º posto in entrambe le graduatorie.

## Caratteristiche tecniche
(Salvatore Lo Presti, La Gazzetta dello Sport, 18 ottobre 1997)

Peruzzi in maglia juventina il 14 settembre 1997, mentre si oppone al romanista Francesco Totti subito dopo avergli respinto il precedente tiro: un doppio intervento annoverato tra i più belli nella storia del calcio italiano.

Soprannominato Tyson o più amichevolmente Cinghialone in virtù della notevole potenza muscolare, Peruzzi era un portiere dal repertorio completo, dotato di buona presa, riflessi pronti e ottimo senso del piazzamento. Talento precoce, freddo e valido tecnicamente, dava il meglio di sé nelle uscite basse – gesto tecnico in cui aveva pochi eguali al mondo –, ma eccelleva anche tra i pali, per merito di grandi doti acrobatiche che gli valsero, in giovane età, l'accostamento al funambolico Luciano Castellini; tuttavia, in apparente contrasto con tale abilità, non era solito compiere interventi vistosi: era infatti dell'avviso che ridurre al minimo i tuffi, muovendosi molto sulla linea di porta, facesse apparire più semplici le sue parate, costituendo un vantaggio psicologico nei confronti degli attaccanti. Capace di infondere sicurezza nella retroguardia, era inoltre riconosciuto come leader dello spogliatoio dai compagni di squadra, che in diverse occasioni ne hanno elogiato le qualità caratteriali e umane; l'indole pacata ma decisa e la sobrietà dello stile di gioco – così come la preferenza per uniformi poco vistose – lo posero quindi sulla scia di Dino Zoff, suo punto di riferimento nonché predecessore nella Juventus e in nazionale.
Pur non essendo molto abile col pallone tra i piedi – «quando voglio toccare di fino, rischio di combinare guai» –, dal punto di vista tattico si mostrò particolarmente adatto alla difesa a zona e ai compiti di sweeper-keeper, producendosi all'occorrenza in tempestivi scatti fuori dall'area di rigore per fermare l'avversario lanciato a rete: ciò gli permetteva di rivelarsi decisivo con pochi, importanti interventi anche quando restava a lungo inoperoso. Per via della sua affidabilità, sul finire degli anni 1990 era ritenuto da diversi esponenti della stampa italiana il miglior portiere del mondo; il suo rendimento è rimasto costantemente elevato anche negli anni 2000. Nella prima metà della carriera mostrò una spiccata propensione a parare i calci di rigore – culminata nei due penalty respinti nell'epilogo dagli undici metri della UEFA Champions League 1995-1996 –, solo sporadicamente confermata in seguito.
La sua esecuzione delle uscite alte – di solito finalizzate alla respinta piuttosto che alla presa – è stata generalmente indicata come il suo principale punto debole: superando di poco i 180 cm, aveva una statura ridotta per il ruolo che ricopriva, motivo per cui era restìo ad affrontare in mischia attaccanti più alti di lui. Sul piano fisico è stato spesso frenato dagli infortuni, sebbene nella maggior parte dei casi sia rimasto lontano dai campi solo per brevi periodi.

## Carriera

### Giocatore

#### Club

##### Roma e Verona

Un giovane Peruzzi al suo debutto in Serie A con la Roma, nella trasferta di San Siro del 13 dicembre 1987.

Cresciuto nel vivaio della Roma, esordisce in Serie A a 17 anni, il 13 dicembre 1987, sostituendo il portiere titolare Franco Tancredi, colpito da un petardo lanciato dagli spalti. La stagione successiva, nonostante la giovane età, si propone come alternativa allo stesso Tancredi collezionando 12 presenze in campionato, 7 in Coppa Italia e una in Coppa UEFA.
Nell'annata 1989-1990, a 19 anni, passa in prestito al Verona con cui affronta il suo primo campionato da titolare. In maglia scaligera, con cui colleziona 29 presenze, il portiere sfodera prestazioni convincenti, segnalandosi tra l'altro per aver respinto un rigore a Roberto Mancini nei minuti finali della gara di ritorno contro la Sampdoria: con quella parata – da lui ritenuta tra le più belle della propria carriera – trascina il Verona a un'importante vittoria che, per la prima volta in stagione, risolleva il club dall'ultimo posto in classifica, mantenendo vive le possibilità di permanenza nella massima serie; tuttavia, nel contesto di una squadra dal basso valore tecnico e per giunta preda di problemi finanziari, Peruzzi non riesce a evitare a fine stagione la retrocessione in Serie B.

Peruzzi (in piedi, primo da sinistra) nel Verona della stagione 1989-1990

Torna in forza alla Roma per il campionato 1990-1991, iniziato da titolare. Tuttavia, dopo tre giornate, risulta protagonista insieme ad Andrea Carnevale di un episodio di doping: trovato positivo alla fentermina, viene squalificato per dodici mesi.

##### Juventus

###### 1991-1995
Scontata la squalifica, nella stagione 1991-1992 passa per 4,5 miliardi di lire alla Juventus, in cui si affermerà – dopo un periodo di assestamento – come uno dei migliori portieri della sua generazione.
Nella prima stagione è chiamato a fare da riserva a Stefano Tacconi, il capitano della squadra, venendo designato fin dal principio a futuro erede del portiere umbro. Fa il suo esordio in maglia bianconera il 12 febbraio 1992, nella gara d'andata dei quarti di finale di Coppa Italia contro l'Inter, e da lì in poi disputerà il resto del torneo da titolare, con ottimo rendimento: spiccano, fra gli altri episodi, la sua prestazione nel retour match coi nerazzurri, in cui resta in campo per tutta la gara malgrado la frattura del naso («bisogna concludere che la sua soglia del dolore è altissima», ha poi sentenziato il medico sociale), e il rigore parato a Franco Baresi durante la semifinale di ritorno contro il Milan. Giunta in finale, la Juventus viene superata dal Parma con un complessivo 2-1 nonostante la vittoria nella partita di andata.

Peruzzi all'inizio della stagione 1992-1993, la sua seconda alla Juventus e la prima da titolare della porta bianconera.

Oltre che in Coppa Italia, Peruzzi colleziona 6 presenze anche in campionato, venendo promosso titolare a partire dalla gara contro la Roma del 18 aprile 1992, valida per la 29ª giornata: l'episodio getta le basi per il definitivo avvicendamento tra i portieri bianconeri, sfociato nell'addio di Tacconi a fine stagione.
Dall'annata successiva Peruzzi è dunque titolare fisso e, pur non disputando una grande stagione sul piano personale, ottiene il primo successo internazionale, con la vittoria in Coppa UEFA. L'anno seguente, nonostante un avvio incerto – che comunque non scalfisce la fiducia che il tecnico Giovanni Trapattoni nutre nei suoi confronti – e il rischio di vedersi affibbiata l'etichetta di «eterna promessa», migliora il proprio rendimento a tal punto da candidarsi al ruolo di terzo portiere della nazionale italiana al campionato del mondo 1994, pur restando infine escluso dall'elenco dei convocati.
La stagione 1994-1995, che vede Marcello Lippi sulla panchina della squadra, è per Peruzzi quella della definitiva affermazione: sottoposto a metodi di allenamento più specifici, il portiere esperisce un miglioramento sul piano tecnico e atletico che, oltre a porre le basi per le sue eccellenti prestazioni negli anni a seguire, gli vale l'esordio in nazionale, di cui diverrà titolare fisso a partire dal settembre 1995: un risultato peraltro profetizzato da Lippi, convinto che Peruzzi sarebbe presto diventato la prima scelta in maglia azzurra. Al termine della stagione, il portiere bianconero vince inoltre il suo primo scudetto, cui fa seguito la vittoria della Coppa Italia: nuovamente opposta al Parma, questa volta la Juventus si impone con un complessivo 3-0 nella doppia finale.

###### 1995-1999

Peruzzi (a sinistra) festeggiato da Alessandro Del Piero al termine della finale della UEFA Champions League 1995-1996, in cui il portiere fu decisivo nel vittorioso epilogo ai tiri di rigore: «L'unica cosa che stonava era quella maglia gialla con le stelle blu. Non mi piaceva. Sono sempre stato un tradizionalista: grigio o nero, come Zoff».

Nella stagione 1995-1996 vince la Supercoppa italiana, battendo ancora il Parma, e soprattutto la Champions League; nella finale di Roma contro l'Ajax non appare immune da colpe in occasione del gol di Jari Litmanen, ma dopo che i tempi regolamentari e supplementari si chiudono sull'1-1, Peruzzi si riscatta ai tiri di rigore neutralizzando le conclusioni di Edgar Davids e Sonny Silooy, risultando così risolutivo per la conquista della coppa.
Nella stagione seguente diviene vicecapitano della squadra; in questa veste, complice il lungo infortunio che tiene lontano dai campi Antonio Conte, solleva con la fascia al braccio la Coppa Intercontinentale e la Supercoppa UEFA, rispettivamente contro River Plate e Paris Saint-Germain. Oltre a ciò, conquista il suo secondo scudetto e giunge nuovamente in finale di Champions League, in cui la Juventus è sconfitta dal Borussia Dortmund: autore di parate decisive nei turni precedenti – in particolar modo nella semifinale di ritorno contro l'Ajax, in cui aveva compiuto, a suo giudizio, l'intervento più difficile della sua carriera su un colpo di testa di Winston Bogarde –, nell'ultimo atto del torneo Peruzzi incappa in una prestazione poco brillante, subendo peraltro uno dei più bei gol nella storia delle finali europee, un pallonetto con cui Lars Ricken fissa il risultato sul 3-1 per i tedeschi.
Reduce comunque da un'annata di alto profilo, l'estremo difensore juventino consegue diversi riconoscimenti individuali, tra cui il premio di migliore portiere AIC, il Guerin d'oro e l'inserimento nella squadra ideale di France Football; ottiene inoltre il secondo posto (alle spalle del paraguaiano José Luis Chilavert) nella corsa al titolo di portiere dell'anno IFFHS e la candidatura al Pallone d'oro (29ª posizione).

Peruzzi, nell'occasione capitano juventino, solleva la Supercoppa UEFA 1996.

Nella stagione 1997-1998, iniziata con la conquista della Supercoppa italiana, è campione d'Italia e finalista di Champions League per l'ultima volta in carriera: nell'atto conclusivo del torneo continentale, la Juventus si arrende al Real Madrid (0-1). Per il secondo anno consecutivo, Peruzzi viene eletto miglior portiere della Serie A e classificato fra i primi dieci al mondo.
Ormai annoverato tra i più forti numeri 1 nella storia del club torinese, nel 1998-1999 gioca il suo ultimo campionato a difesa della porta bianconera: nel corso della stagione, rivelatasi deludente sul piano dei risultati, matura infatti l'intenzione di chiudere la sua esperienza juventina, sia per ragioni economiche sia per la ricerca di nuovi stimoli. Lascia Torino dopo 301 presenze complessive tra campionato e coppe, sostituito da Edwin van der Sar tra i pali bianconeri.

##### Inter
Per la stagione 1999-2000 si trasferisce all'Inter, che lo acquista dalla Juventus per 28 miliardi di lire, seguendo il suo allenatore Marcello Lippi e rimpiazzando Gianluca Pagliuca quale nuovo numero uno del club lombardo. L'ottimo rendimento sul piano personale – finanche «straordinario» nella prima parte di campionato –, in controtendenza rispetto alla scialba annata della squadra, gli vale la più alta media della Serie A nelle pagelle della Gazzetta dello Sport; ciononostante, la sua militanza in nerazzurro dura un solo anno, in cui il portiere totalizza 38 presenze.

##### Lazio
Nell'estate 2000, da una parte il ritorno a Milano dell'emergente Sébastien Frey reduce da un positivo prestito al Verona, e su cui l'Inter sceglie di puntare per motivi anagrafici ed economici, e dall'altra la volontà di Peruzzi di riavvicinarsi alla natìa Blera per ragioni familiari, determinano la sua cessione alla Lazio in cambio di 33 miliardi più il cartellino di Marco Ballotta.

Peruzzi nella stagione 2000-2001, la prima trascorsa tra i pali della Lazio.

In maglia biancoceleste prende il posto del più anziano Luca Marchegiani, il quale diviene la sua riserva. Nell'arco di sette anni colleziona 226 presenze, vincendo due trofei: la Supercoppa italiana 2000 contro l'Inter (4-3) e la Coppa Italia 2003-2004 contro la Juventus (2-0 e 2-2 nella doppia finale); il miglior risultato ottenuto in campionato è invece il terzo posto delle stagioni 2000-2001 e 2006-2007. Autore di prestazioni di grande spessore, in qualche occasione gli viene affidata la fascia da capitano.
Arrivato a Roma in coincidenza col periodo più fulgido dell'era Cragnotti, quando la Lazio lotta ai vertici sia in Italia sia in Europa, Peruzzi vive il tramonto di questa fase storica biancoceleste, culminata nella grave crisi finanziaria del club e conseguente depauperamento tecnico della rosa: malgrado ciò nell'estate 2004, al crepuscolo dell'era Lotito, l'estremo difensore è il primo dello spogliatoio a sposare il nuovo corso laziale improntato all'«austerity», declinando le più ricche offerte recapitategli soprattutto dall'estero, e accettando di rimanere nella capitale anche a fronte di una considerevole riduzione dell'ingaggio (75%).
Il 20 maggio 2007, un mese dopo aver annunciato il suo imminente ritiro, mette a referto l'ultima presenza della carriera, a 37 anni, subentrando nei minuti finali di Lazio-Parma (0-0). Si ritira dopo 620 incontri da professionista con i club, di cui 478 in Serie A. Il rendimento offerto nella sua ultima stagione da calciatore verrà premiato con la conquista del terzo Oscar del calcio AIC come miglior portiere.

#### Nazionale

##### Nazionali giovanili
Entra nel giro della nazionale under 21 sul finire del 1988, quando viene convocato da Cesare Maldini per l'amichevole contro Malta del 21 dicembre, terminata 8-0. Esordisce con gli azzurrini il 18 gennaio 1989, sempre in amichevole, nel 2-2 contro la Turchia. Durante le successive qualificazioni all'europeo di categoria del 1990, la porta azzurra è inizialmente affidata a Valerio Fiori e Giuseppe Gatta, mentre Peruzzi ottiene la titolarità in occasione della fase finale del torneo, in cui l'Italia viene eliminata dalla Jugoslavia in semifinale.
Scontata la squalifica comminatagli sul finire del 1990, è tra i convocati per il vittorioso europeo di categoria del 1992, in cui fa da riserva a Francesco Antonioli. Nello stesso anno prende parte, sempre come vice di Antonioli, al torneo olimpico di Barcellona 1992, in cui l'Italia è eliminata dai padroni di casa della Spagna ai quarti di finale.
Conta 10 presenze nella nazionale under 21, con 8 reti concesse, e 2 nella nazionale olimpica, con un gol subìto.

##### Nazionale maggiore
(Gianluigi Buffon)

###### 1995-1999

Peruzzi (in piedi, primo da destra) agli esordi con la nazionale maggiore nel 1995

Escluso in extremis dall'elenco dei convocati per il campionato del mondo 1994 poiché il commissario tecnico Arrigo Sacchi gli preferisce, come terzo portiere, Luca Bucci, Peruzzi esordisce in nazionale maggiore il 25 marzo 1995, a 25 anni, in sostituzione dell'infortunato Gianluca Pagliuca: la partita è Italia-Estonia (4-1), valida per le qualificazioni al campionato d'Europa 1996. A partire dal settembre dello stesso anno, Peruzzi viene promosso titolare da Sacchi e, nell'estate 1996, difende la porta azzurra durante la fase finale dell'europeo, in cui l'Italia viene eliminata al primo turno.
Con l'arrivo di Cesare Maldini sulla panchina azzurra, Peruzzi è confermato titolare e convocato in questa veste per il campionato del mondo 1998, ma uno «stiramento al gemello interno della gamba sinistra», subìto a pochi giorni dall'inizio della competizione, gli impedisce di prendervi parte; al suo posto giocherà Pagliuca.
Al termine del suddetto mondiale, una volta ripresosi dall'infortunio, Peruzzi viene inizialmente confermato titolare dal nuovo CT Dino Zoff, ma nel giro di un anno è scavalcato dall'emergente Gianluigi Buffon, che prima lo sostituisce approfittando di alcuni suoi acciacchi, e poi viene confermato quale numero uno dell'Italia anche dopo il completo recupero del collega: ciò determina, insieme all'ascesa di Francesco Toldo a prima riserva di Buffon, un temporaneo congedo di Peruzzi dal giro azzurro.

Peruzzi in azzurro nel 1997, in azione durante le qualificazioni al.

Pur avendo la possibilità di rientrare nel gruppo per la fase finale del campionato d'Europa 2000, Peruzzi rifiuta amareggiato la convocazione, essendo destinato sulla carta al ruolo di terza scelta: una decisione che, a posteriori, gli impedirà di contendere a Toldo il posto da titolare, poiché – come rivelatogli tempo dopo da Zoff – l'improvviso forfait di Buffon per infortunio, a pochi giorni dall'inizio del torneo, avrebbe verosimilmente incrementato le sue possibilità di impiego.

###### 2004-2006
Dopo cinque anni di assenza (l'ultima chiamata risaliva al 10 febbraio 1999), rientra in nazionale durante la gestione di Giovanni Trapattoni, scendendo in campo nell'amichevole del 28 aprile 2004 contro la Spagna e accettando, pur dopo qualche tentennamento, la convocazione come riserva per il campionato d'Europa 2004, in cui l'Italia non va oltre la fase a gironi. La scelta di affiancare un altro veterano agli esperti Buffon e Toldo – a discapito dell'emergente Ivan Pelizzoli, e in controtendenza rispetto alla prassi azzurra di affidare il ruolo di terzo portiere a «un giovane in rampa di lancio» – apparirà dovuta alla stagione sottotono di questi ultimi, da anni le prime due scelte per la difesa della porta italiana, ma ora incalzati da un concorrente in ottima forma; ciò, unitamente alla poca propensione di Peruzzi a fare da comprimario, alimenterà dubbi in merito alle gerarchie degli estremi difensori: mentre da un lato la titolarità di Buffon non sarà comunque messa in discussione, dall'altro non risulterà chiaro chi fosse il suo secondo effettivo nelle intenzioni del CT.
Un anno dopo, sotto la guida di Marcello Lippi, Peruzzi indossa la fascia da capitano nell'amichevole dell'8 giugno 2005 contro Serbia e Montenegro, e nei mesi seguenti disputa le sue ultime 3 gare in maglia azzurra, valide per le qualificazioni al campionato del mondo 2006. Convocato come vice-Buffon per la fase finale del torneo, il 9 luglio 2006 si laurea campione del mondo all'età di 36 anni; pur senza scendere in campo, nell'occasione si distingue come figura di spicco dello spogliatoio azzurro, guadagnandosi l'apprezzamento dei più giovani compagni di squadra. Conclude la sua carriera in nazionale con 31 presenze e 17 reti subite.

### Dopo il ritiro
Dal 2008 al 2010 fa parte dello staff della nazionale, come collaboratore tecnico del CT Marcello Lippi. Il 22 ottobre 2010 è stato nominato vice allenatore della nazionale under 21, all'interno dello staff guidato da Ciro Ferrara. Il 2 luglio 2012 segue il tecnico napoletano alla Sampdoria, dove diventa il vice della squadra blucerchiata; tuttavia, complici alcuni risultati negativi inanellati, il successivo 17 dicembre Ferrara viene esonerato con lo stesso Peruzzi.
Nel luglio 2016 torna alla Lazio in veste dirigenziale, andando a ricoprire il ruolo di club manager della squadra romana. Mantiene l'incarico per il successivo lustro, prima di rassegnare le proprie dimissioni nell'estate 2021 a causa di sopravvenuti attriti con il presidente biancoceleste Claudio Lotito.
Fuori dal calcio, nel 2010 è stato eletto consigliere comunale del Comune di Blera, paese in cui è nato e dove è tornato a risiedere al termine della propria carriera agonistica.

## Statistiche

### Presenze e reti nei club
| Stagione        | Squadra         | Campionato      | Campionato | Campionato | Coppe nazionali | Coppe nazionali | Coppe nazionali | Coppe continentali | Coppe continentali | Coppe continentali | Altre coppe | Altre coppe | Altre coppe | Totale | Totale |
| Stagione        | Squadra         | Comp            | Pres       | Reti       | Comp            | Pres            | Reti            | Comp               | Pres               | Reti               | Comp        | Pres        | Reti        | Pres   | Reti   |
| --------------- | --------------- | --------------- | ---------- | ---------- | --------------- | --------------- | --------------- | ------------------ | ------------------ | ------------------ | ----------- | ----------- | ----------- | ------ | ------ |
| 1987-1988       | Roma            | A               | 1          | 0          | CI              | 0               | 0               | -                  | -                  | -                  | -           | -           | -           | 1      | 0      |
| 1988-1989       | Roma            | A               | 12         | -16        | CI              | 7               | -11             | CU                 | 1                  | -2                 | -           | -           | -           | 20     | -29    |
| 1989-1990       | Verona          | A               | 29         | -38        | CI              | 1               | -1              | -                  | -                  | -                  | -           | -           | -           | 30     | -39    |
| 1990-1991       | Roma            | A               | 3          | -3         | CI              | 0               | 0               | CU                 | 2                  | -1                 | -           | -           | -           | 5      | -4     |
| Totale Roma     | Totale Roma     | Totale Roma     | 16         | -19        |                 | 7               | -11             |                    | 3                  | -3                 |             | -           | -           | 26     | -33    |
| 1991-1992       | Juventus        | A               | 6          | -5         | CI              | 6               | -3              | -                  | -                  | -                  | -           | -           | -           | 12     | -8     |
| 1992-1993       | Juventus        | A               | 29         | -44        | CI              | 6               | -8              | CU                 | 10                 | -5                 | -           | -           | -           | 45     | -57    |
| 1993-1994       | Juventus        | A               | 32         | -23        | CI              | 1               | -1              | CU                 | 6                  | -4                 | -           | -           | -           | 39     | -28    |
| 1994-1995       | Juventus        | A               | 26         | -22        | CI              | 8               | -7              | CU                 | 9                  | -6                 | -           | -           | -           | 43     | -35    |
| 1995-1996       | Juventus        | A               | 30         | -26        | CI              | 0               | 0               | UCL                | 10                 | -9                 | SI          | 1           | 0           | 41     | -35    |
| 1996-1997       | Juventus        | A               | 29         | -19        | CI              | 2               | -1              | UCL                | 9                  | -6                 | SU+CInt     | 2+1         | -2 + 0      | 43     | -28    |
| 1997-1998       | Juventus        | A               | 31         | -25        | CI              | 1               | -1              | UCL                | 11                 | -15                | SI          | 1           | 0           | 44     | -41    |
| 1998-1999       | Juventus        | A               | 25         | -28        | CI              | 0               | 0               | UCL                | 8                  | -6                 | SI          | 1           | -2          | 34     | -36    |
| Totale Juventus | Totale Juventus | Totale Juventus | 208        | -192       |                 | 24              | -21             |                    | 63                 | -51                |             | 6           | -4          | 301    | -268   |
| 1999-2000       | Inter           | A               | 33+1       | -31 + -1   | CI              | 4               | -5              | -                  | -                  | -                  | -           | -           | -           | 38     | -37    |
| 2000-2001       | Lazio           | A               | 29         | -24        | CI              | 0               | 0               | UCL                | 7                  | -9                 | SI          | 1           | -3          | 37     | -36    |
| 2001-2002       | Lazio           | A               | 27         | -30        | CI              | 2               | -4              | UCL                | 8                  | -10                | -           | -           | -           | 37     | -44    |
| 2002-2003       | Lazio           | A               | 30         | -28        | CI              | 0               | 0               | CU                 | 6                  | -6                 | -           | -           | -           | 36     | -34    |
| 2003-2004       | Lazio           | A               | 27         | -26        | CI              | 0               | 0               | UCL                | 7                  | -7                 | -           | -           | -           | 34     | -33    |
| 2004-2005       | Lazio           | A               | 21         | -26        | CI              | 1               | -2              | CU                 | 1                  | -2                 | SI          | 1           | -3          | 24     | -33    |
| 2005-2006       | Lazio           | A               | 30         | -38        | CI              | 0               | 0               | Int                | 0                  | 0                  | -           | -           | -           | 30     | -38    |
| 2006-2007       | Lazio           | A               | 28         | -24        | CI              | 0               | 0               | -                  | -                  | -                  | -           | -           | -           | 28     | -24    |
| Totale Lazio    | Totale Lazio    | Totale Lazio    | 192        | -196       |                 | 3               | -6              |                    | 29                 | -34                |             | 2           | -6          | 226    | -242   |
| Totale carriera | Totale carriera | Totale carriera | 479        | -477       |                 | 39              | -44             |                    | 95                 | -88                |             | 8           | -10         | 621    | -619   |

### Cronologia presenze e reti in nazionale
| Cronologia completa delle presenze e delle reti in nazionale ― Italia | Cronologia completa delle presenze e delle reti in nazionale ― Italia | Cronologia completa delle presenze e delle reti in nazionale ― Italia | Cronologia completa delle presenze e delle reti in nazionale ― Italia | Cronologia completa delle presenze e delle reti in nazionale ― Italia | Cronologia completa delle presenze e delle reti in nazionale ― Italia | Cronologia completa delle presenze e delle reti in nazionale ― Italia | Cronologia completa delle presenze e delle reti in nazionale ― Italia |
| Data                                                                  | Città                                                                 | In casa                                                               | Risultato                                                             | Ospiti                                                                | Competizione                                                          | Reti                                                                  | Note                                                                  |
| --------------------------------------------------------------------- | --------------------------------------------------------------------- | --------------------------------------------------------------------- | --------------------------------------------------------------------- | --------------------------------------------------------------------- | --------------------------------------------------------------------- | --------------------------------------------------------------------- | --------------------------------------------------------------------- |
| 25-3-1995                                                             | Salerno                                                               | Italia                                                                | 4 – 1                                                                 | Estonia                                                               | Qual. Euro 1996                                                       | -1                                                                    |                                                                       |
| 29-3-1995                                                             | Kiev                                                                  | Ucraina                                                               | 0 – 2                                                                 | Italia                                                                | Qual. Euro 1996                                                       | -                                                                     |                                                                       |
| 6-9-1995                                                              | Udine                                                                 | Italia                                                                | 1 – 0                                                                 | Slovenia                                                              | Qual. Euro 1996                                                       | -                                                                     |                                                                       |
| 11-11-1995                                                            | Bari                                                                  | Italia                                                                | 3 – 1                                                                 | Ucraina                                                               | Qual. Euro 1996                                                       | -1                                                                    |                                                                       |
| 15-11-1995                                                            | Reggio Emilia                                                         | Italia                                                                | 4 – 0                                                                 | Lituania                                                              | Qual. Euro 1996                                                       | -                                                                     |                                                                       |
| 24-1-1996                                                             | Terni                                                                 | Italia                                                                | 3 – 0                                                                 | Galles                                                                | Amichevole                                                            | -                                                                     | 46’                                                                   |
| 29-5-1996                                                             | Cremona                                                               | Italia                                                                | 2 – 2                                                                 | Belgio                                                                | Amichevole                                                            | -2                                                                    |                                                                       |
| 1-6-1996                                                              | Budapest                                                              | Ungheria                                                              | 0 – 2                                                                 | Italia                                                                | Amichevole                                                            | -                                                                     | 46’                                                                   |
| 11-6-1996                                                             | Liverpool                                                             | Russia                                                                | 1 – 2                                                                 | Italia                                                                | Euro 1996 - 1º turno                                                  | -1                                                                    |                                                                       |
| 14-6-1996                                                             | Liverpool                                                             | Rep. Ceca                                                             | 2 – 1                                                                 | Italia                                                                | Euro 1996 - 1º turno                                                  | -2                                                                    |                                                                       |
| 19-6-1996                                                             | Manchester                                                            | Germania                                                              | 0 – 0                                                                 | Italia                                                                | Euro 1996 - 1º turno                                                  | -                                                                     |                                                                       |
| 22-1-1997                                                             | Palermo                                                               | Italia                                                                | 2 – 0                                                                 | Irlanda del Nord                                                      | Amichevole                                                            | -                                                                     |                                                                       |
| 12-2-1997                                                             | Londra                                                                | Inghilterra                                                           | 0 – 1                                                                 | Italia                                                                | Qual. Mondiali 1998                                                   | -                                                                     |                                                                       |
| 29-3-1997                                                             | Trieste                                                               | Italia                                                                | 3 – 0                                                                 | Moldavia                                                              | Qual. Mondiali 1998                                                   | -                                                                     |                                                                       |
| 2-4-1997                                                              | Chorzów                                                               | Polonia                                                               | 0 – 0                                                                 | Italia                                                                | Qual. Mondiali 1998                                                   | -                                                                     |                                                                       |
| 30-4-1997                                                             | Napoli                                                                | Italia                                                                | 3 – 0                                                                 | Polonia                                                               | Qual. Mondiali 1998                                                   | -                                                                     |                                                                       |
| 4-6-1997                                                              | Nantes                                                                | Italia                                                                | 0 – 2                                                                 | Inghilterra                                                           | Torneo di Francia                                                     | -2                                                                    |                                                                       |
| 10-9-1997                                                             | Tbilisi                                                               | Georgia                                                               | 0 – 0                                                                 | Italia                                                                | Qual. Mondiali 1998                                                   | -                                                                     |                                                                       |
| 11-10-1997                                                            | Roma                                                                  | Italia                                                                | 0 – 0                                                                 | Inghilterra                                                           | Qual. Mondiali 1998                                                   | -                                                                     |                                                                       |
| 15-11-1997                                                            | Napoli                                                                | Italia                                                                | 1 – 0                                                                 | Russia                                                                | Qual. Mondiali 1998                                                   | -                                                                     |                                                                       |
| 28-1-1998                                                             | Catania                                                               | Italia                                                                | 3 – 0                                                                 | Slovacchia                                                            | Amichevole                                                            | -                                                                     |                                                                       |
| 22-4-1998                                                             | Parma                                                                 | Italia                                                                | 3 – 1                                                                 | Paraguay                                                              | Amichevole                                                            | -                                                                     | 46’                                                                   |
| 5-9-1998                                                              | Liverpool                                                             | Galles                                                                | 0 – 2                                                                 | Italia                                                                | Qual. Euro 2000                                                       | -                                                                     |                                                                       |
| 18-11-1998                                                            | Salerno                                                               | Italia                                                                | 2 – 2                                                                 | Spagna                                                                | Amichevole                                                            | -2                                                                    |                                                                       |
| 16-12-1998                                                            | Roma                                                                  | Italia                                                                | 6 – 2                                                                 | World Stars                                                           | Amichevole                                                            | -2                                                                    | 46’                                                                   |
| 10-2-1999                                                             | Pisa                                                                  | Italia                                                                | 0 – 0                                                                 | Norvegia                                                              | Amichevole                                                            | -                                                                     |                                                                       |
| 28-4-2004                                                             | Genova                                                                | Italia                                                                | 1 – 1                                                                 | Spagna                                                                | Amichevole                                                            | -1                                                                    | 46’                                                                   |
| 8-6-2005                                                              | Toronto                                                               | Italia                                                                | 1 – 1                                                                 | Serbia e Montenegro                                                   | Amichevole                                                            | -1                                                                    | Cap.                                                                  |
| 3-9-2005                                                              | Glasgow                                                               | Scozia                                                                | 1 – 1                                                                 | Italia                                                                | Qual. Mondiali 2006                                                   | -1                                                                    |                                                                       |
| 7-9-2005                                                              | Minsk                                                                 | Bielorussia                                                           | 1 – 4                                                                 | Italia                                                                | Qual. Mondiali 2006                                                   | -1                                                                    |                                                                       |
| 8-10-2005                                                             | Palermo                                                               | Italia                                                                | 1 – 0                                                                 | Slovenia                                                              | Qual. Mondiali 2006                                                   | -                                                                     |                                                                       |
| Totale                                                                |                                                                       | Presenze (78º posto)                                                  | 31                                                                    |                                                                       | Reti                                                                  | -17                                                                   |                                                                       |

| Cronologia completa delle presenze e delle reti in nazionale ― Italia olimpica | Cronologia completa delle presenze e delle reti in nazionale ― Italia olimpica | Cronologia completa delle presenze e delle reti in nazionale ― Italia olimpica | Cronologia completa delle presenze e delle reti in nazionale ― Italia olimpica | Cronologia completa delle presenze e delle reti in nazionale ― Italia olimpica | Cronologia completa delle presenze e delle reti in nazionale ― Italia olimpica | Cronologia completa delle presenze e delle reti in nazionale ― Italia olimpica | Cronologia completa delle presenze e delle reti in nazionale ― Italia olimpica |
| Data                                                                           | Città                                                                          | In casa                                                                        | Risultato                                                                      | Ospiti                                                                         | Competizione                                                                   | Reti                                                                           | Note                                                                           |
| ------------------------------------------------------------------------------ | ------------------------------------------------------------------------------ | ------------------------------------------------------------------------------ | ------------------------------------------------------------------------------ | ------------------------------------------------------------------------------ | ------------------------------------------------------------------------------ | ------------------------------------------------------------------------------ | ------------------------------------------------------------------------------ |
| 10-7-1992                                                                      | Brescia                                                                        | Italia olimpica                                                                | 1 – 1                                                                          | Egitto olimpica                                                                | Amichevole                                                                     | -1                                                                             | 46’                                                                            |
| 16-7-1992                                                                      | Marino                                                                         | Italia olimpica                                                                | 5 – 0                                                                          | Qatar olimpica                                                                 | Amichevole                                                                     | -                                                                              | 46’                                                                            |
| Totale                                                                         |                                                                                | Presenze                                                                       | 2                                                                              |                                                                                | Reti                                                                           | -1                                                                             |                                                                                |

| Cronologia completa delle presenze e delle reti in nazionale ― Italia under 21 | Cronologia completa delle presenze e delle reti in nazionale ― Italia under 21 | Cronologia completa delle presenze e delle reti in nazionale ― Italia under 21 | Cronologia completa delle presenze e delle reti in nazionale ― Italia under 21 | Cronologia completa delle presenze e delle reti in nazionale ― Italia under 21 | Cronologia completa delle presenze e delle reti in nazionale ― Italia under 21 | Cronologia completa delle presenze e delle reti in nazionale ― Italia under 21 | Cronologia completa delle presenze e delle reti in nazionale ― Italia under 21 |
| Data                                                                           | Città                                                                          | In casa                                                                        | Risultato                                                                      | Ospiti                                                                         | Competizione                                                                   | Reti                                                                           | Note                                                                           |
| ------------------------------------------------------------------------------ | ------------------------------------------------------------------------------ | ------------------------------------------------------------------------------ | ------------------------------------------------------------------------------ | ------------------------------------------------------------------------------ | ------------------------------------------------------------------------------ | ------------------------------------------------------------------------------ | ------------------------------------------------------------------------------ |
| 18-1-1989                                                                      | Smirne                                                                         | Turchia under 21                                                               | 2 – 2                                                                          | Italia under 21                                                                | Amichevole                                                                     | -2                                                                             |                                                                                |
| 15-2-1989                                                                      | Modena                                                                         | Italia under 21                                                                | 1 – 0                                                                          | Francia under 21                                                               | Amichevole                                                                     | -                                                                              |                                                                                |
| 20-9-1989                                                                      | Foggia                                                                         | Italia under 21                                                                | 1 – 1                                                                          | Bulgaria under 21                                                              | Amichevole                                                                     | -1                                                                             |                                                                                |
| 20-12-1989                                                                     | Valencia                                                                       | Spagna under 21                                                                | 1 – 0                                                                          | Italia under 21                                                                | Amichevole                                                                     | -1                                                                             | 83’                                                                            |
| 21-2-1990                                                                      | Ancona                                                                         | Italia under 21                                                                | 3 – 1                                                                          | Spagna under 21                                                                | Europeo Under-21 1990 - Quarti di finale                                       | -1                                                                             |                                                                                |
| 29-3-1990                                                                      | Logroño                                                                        | Spagna under 21                                                                | 1 – 0                                                                          | Italia under 21                                                                | Europeo Under-21 1990 - Quarti di finale                                       | -1                                                                             |                                                                                |
| 11-4-1990                                                                      | Zagabria                                                                       | Jugoslavia under 21                                                            | 0 – 0                                                                          | Italia under 21                                                                | Europeo Under-21 1990 - Semifinale (andata)                                    | -                                                                              |                                                                                |
| 9-5-1990                                                                       | Parma                                                                          | Italia under 21                                                                | 2 – 2                                                                          | Jugoslavia under 21                                                            | Europeo Under-21 1990 - Semifinale (ritorno)                                   | -2                                                                             |                                                                                |
| 29-1-1992                                                                      | Atene                                                                          | Grecia under 21                                                                | 0 – 1                                                                          | Italia under 21                                                                | Amichevole                                                                     | -                                                                              | 46’                                                                            |
| 19-2-1992                                                                      | Smirne                                                                         | Turchia under 21                                                               | 0 – 1                                                                          | Italia under 21                                                                | Amichevole                                                                     | -                                                                              | 46’                                                                            |
| Totale                                                                         |                                                                                | Presenze                                                                       | 10                                                                             |                                                                                | Reti                                                                           | -8                                                                             |                                                                                |

## Palmarès

### Club

#### Competizioni nazionali
- Coppa Italia: 3

Roma: 1990-1991
Juventus: 1994-1995
Lazio: 2003-2004
- Campionato italiano: 3

Juventus: 1994-1995, 1996-1997, 1997-1998
- Supercoppa italiana: 3

Juventus: 1995, 1997
Lazio: 2000

#### Competizioni internazionali
- Coppa UEFA: 1

Juventus: 1992-1993
- UEFA Champions League: 1

Juventus: 1995-1996
- Coppa Intercontinentale: 1

Juventus: 1996
- Supercoppa UEFA: 1

Juventus: 1996

### Nazionale
- Campionato d'Europa Under-21: 1

1992
- Campionato mondiale: 1

Germania 2006

### Individuale
- Oscar del calcio AIC: 3

Migliore portiere: 1997, 1998, 2007
- Guerin d'oro: 1

1996-1997 (ex aequo con Gianluca Pagliuca e Lilian Thuram)
- Squadra dell'Anno ESM: 2

1996-1997, 1997-1998